# Синеклиза
Синеклиза (от др.-греч. συν — «вместе» и ενκλισις — «наклонение») — сводовое опускание поверхности кристаллического фундамента поверхностных плит, имеющие в горизонтальном плане неправильно округлые или овальные очертания (до нескольких сотен, иногда более тысячи километров в поперечнике) и глубину обычно до 3—5 км (реже больше).
Cинеклиза — противоположность антеклизы.

## Описание
Синеклизы развиваются длительно (сотни млн лет), со сравнительно небольшим изменением контуров; мощность осадков и полнота разреза возрастают к центру синеклизы и убывают к периферии, где разрез характеризуется обилием перерывов в осадконакоплении.
Синеклизы нередко развиваются над авлакогенами, часто состоят из отдельных впадин, осложнённых валами.

## Термин
Термин «синеклиза» предложил в 1909 году А. П. Павлов: «Значительно удлинённые, но широкие и пологие прогибы континентальных областей земной коры существенно отличаются от синклинальных складок и геосинклиналей»… и называются синеклизами.

## Основные синеклизы
- Прикаспийская синеклиза (Казахстан, Россия)
- Московская синеклиза (Россия)
- Мезенская синеклиза (Россия)
- Балтийская синеклиза (Россия)
- Курейская синеклиза (Россия)
- Ангарская синеклиза (Россия)
- Тунгусская синеклиза (Россия)
- Вилюйская синеклиза (Россия)
- Печорская синеклиза (Россия)
- Причерноморская синеклиза (Украина)
- Бохайваньская синеклиза (Китай)
- Кайфын-Хэфэйская синеклиза (Китай)
- Ордосская синеклиза (Китай)
- Удоканская синеклиза (Россия)
- Трансваальская синеклиза (ЮАР)
- Мак-Артур (синеклиза) (Австралия)
- Атабаскийская синеклиза (Канада)
- Виндийская синеклиза (Индия)
- Сан-Франсиску (синеклиза) (Бразилия)
- Таудени (синеклиза) (Алжир)
- Конголезская синеклиза (впадина Конго, Демократическая Республика Конго)
- Амазонская синеклиза (Бразилия)
- Парана (синеклиза) (Аргентина)
- Мараньон (синеклиза) (Перу)
- Парижская синеклиза) (Франция)
- Аквитанская синеклиза (Франция)
- Днепровско-Донецкая синеклиза (Украина)
- Калахари (синеклиза) (Ботсвана)